# David Lawrence (editore)

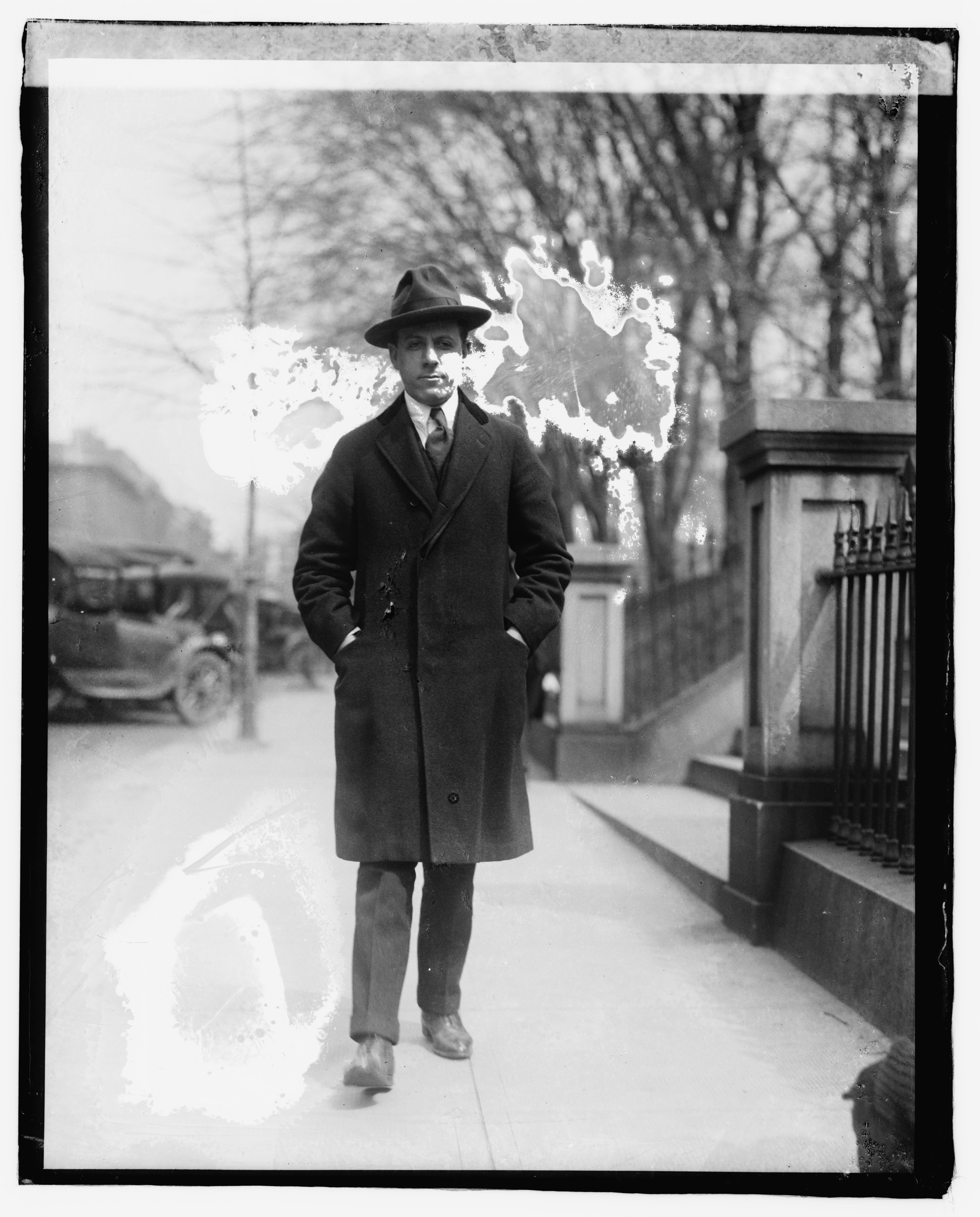
David Lawrence nel 1920

David Lawrence (Filadelfia, 25 dicembre 1888 – Sarasota, 11 febbraio 1973) è stato un editore e imprenditore statunitense, di orientamento conservatore.

## Biografia
Nel 1910 si iscrisse all'Università di Princeton, dove ebbe fra i suoi docenti il futuro presidente Woodrow Wilson. Sei anni più tardi iniziò a collaborare col New York Evening Post in qualità di corrispondente da New York.
Appena rieletto, Wilson licenziò il segretario della Casa Bianca Joseph Patrick Tumulty, di origine irlandese, anche per moderare il sentimento anticattolico della moglie e del suo consigliere personale, il colonnello Edward M. House. Quest'ultimo fu convinto da Lawrence a lasciare Tumulty nel suo incarico alla residenza presidenziale.
Il 17 luglio 1918 sposò Ellanor (Campbell Hayes) Lawrence, con la quale ebbe tre figli: David Jr., Mark, Nanc, oltre ad Etienne avuto con un precedente matrimonio.
Nel 1926 fondò lo United States Daily, settimanale di attualità e politica interna che chiuse sette anni dopo, per cedere il posto a United States News, pensato per un pubblico di politici, economisti e uomini d'affari.. I Lo U.S. News & World Report' nacque dalla fusione con il settimanale di politica estera World Report, a due anni dalla sua fondazione nel '46.
Nel 1934 pubblicò il libro Beyond the New Deal  contro la politica economica di Roosevelt, operando una netta distinzione fra libera impresa e corporativismo, in merito al quale affermò che «da un punto di vista teorico, le corporazioni sono una creazione dello Stato». Criticò duramente il lancio dell'atomica su Hiroshima, equiparandola alle camere a gas dei campi di concentramento naziste, e insistendo ripetutamente che gli Stati Uniti avrebbero dovuto chiedere scusa al mondo intero per un tale crimine.
In memoria della moglie venuta mancare il 13 giugno 1969, Lawrence donò alla Contea di Fairfax, in Virginia, un appezzamento di terreno che fu trasformato nel parco dedicato a suo nome.

Morì l'11 febbraio 1973 nella sua abitazione di Sarasota a seguito di un attacco di cuore.

## Riconoscimenti
- 1970: Medaglia presidenziale della libertà dalle mani di Richard Nixon.[6]